# Margaret Alington
Margaret Hilda Alington ONZM (nascida Broadhead, 30 de setembro de 1920 – 15 de outubro de 2012) foi uma bibliotecária, historiadora e autora da Nova Zelândia.

## Vida e carreira
Alington nasceu e foi educado em Christchurch, Nova Zelândia. Ela se formou na Canterbury University College com um Bachelor of Arts em 1943.
Em 1977, Alington foi o grande responsável pela formação do cemitério The Friends of Bolton Street, agora Bolton Street Memorial Park, que restaurou os terrenos, edifícios e muitos túmulos de pessoas históricas bem conhecidas. Ela também escreveu uma história detalhada do cemitério chamado Unquiet Earth. Alington guiou os visitantes pelo cemitério por muitos anos e deu muitas palestras sobre o assunto.
Nas honras de Ano Novo de 1999, Alington foi nomeado Oficial da Ordem de Mérito da Nova Zelândia pelos serviços prestados à história local. Ela foi uma colaboradora do Dictionary of New Zealand Biography.
Ela era a esposa do arquiteto neozelandês Bill Alington. Sua antiga casa, agora chamada de Alington House, foi classificada como Categoria I pelo Heritage New Zealand.  É "um importante exemplo da arquitetura do Movimento Moderno da Nova Zelândia".
Ela morreu em sua casa em Wellington, Nova Zelândia, em 15 de outubro de 2012.

## Livros
- Frederick Thatcher e Old St Paul's (1965)
- Margaret Hilda Alington; William Hildebrand Alington; Dallas James Moor (1968). Old St. Paul's, Wellington: a pictorial record. [S.l.]: Friends of Old St. Paul's Society
- Margaret Hilda Alington (1978). Unquiet Earth: A History of the Bolton Street Cemetery. [S.l.]: Wellington City Council. ISBN 978-0-477-06250-3
- Good Stones and Timbers: A History of St Mary's Church, New Plymouth (1988)
- Ponto alto: Igreja de Santa Maria, Karori, Wellington 1866–1991 (1998)
- An Excellent Recruit: Frederick Thatcher, Architect, Priest And Private Secretary In Early New Zealand, with architectural assistance from William H. Alington (2007)